# Parafia Matki Bożej Nieustającej Pomocy w Sosnowcu
Parafia Matki Bożej Nieustającej Pomocy w Sosnowcu – rzymskokatolicka parafia, położona w dekanacie sosnowieckim - Chrystusa Króla, diecezji sosnowieckiej, metropolii częstochowskiej w Polsce, erygowana w 1957 roku. Mieści się w dzielnicy Ostrowy Górnicze.